# 洪和郡
洪和郡，中国古代的郡。
北魏于吐谷浑地置，治所在洪和城（今甘肃省临潭东南），属河州。辖区约今甘肃省临潭、卓尼等县及临洮县南部。后复入吐谷浑。北周武成元年（559年）破吐谷浑复置，武帝时废。